# 浅井銀次郎
浅井 銀次郎（あさい ぎんじろう、弘化元年（1844年）‐明治27年（1894年）頃）は明治時代の浮世絵版画の彫師。

## 略歴
須川千之助の弟子。彫銀、彫工銀、ホリ銀、彫工銀次郎と号して明治期に豊原国周、小林清親、2代目歌川国明、楊洲周延の錦絵を彫っている。明治27年頃に没している。

## 作品
- 豊原国周 「見立劇場七優子」 大判 明治7年
- 小林清親 「東京江戸橋之真景」 大判3枚続 明治9年
- 2代歌川国明 「日報社ノ光景」 大判3枚続 明治10年
- 2代歌川国明 「日本外史の内 朝廷を守護する一橋慶喜」 大判3枚続 明治15年
- 楊洲周延 「上野不忍 競馬会之図」 大判3枚続 明治18年
- 豊原国周 「横島田鹿の子の振袖」 大判3枚続 明治22年